# أيل خنزيري
أيل الخنزيري (الاسم العلمي: Hyelaphus) ويعرف أيضاً بالأيل الذهبي هو جنس من فصيلة الأيليات والتي تعيش في باكستان وشمال الهند وجنوب شرق آسيا.

## الأنواع
هناك أربع أنواع من الأيائل الخنزيرية:
- الأيل الخنزيري الهندي: الذي يعيش في سهول الغانج بين الهند وباكستان وشمال الهند ونيبال وبنغلاديش، وجنوب غرب مقاطعة يونان في الصين، وصولا إلى غربي تايلاند.
- أيل الهند الصينية الخنزيري الذي يسكن كمبوديا ولاوس والصين وفيتنام.
- أيل كالاميان الخنزيري الذي يسكن جزيرة كالاميان في الفلبين.
- أيل باويان الذي يسكن جزيرة باويان في إندونيسيا.

## أصل الكلمة
أخد الأيل الخنزيري اسمه من الخنزير بسبب تشابه طريقة عيشه في السهول مثل الخنزير.

## الوصف
- أيل الخنزير ناضج يصل طوله حوالي 70 سم حتى الكتف ويزن حوالي 50كغ وهي صلبة جدا مع بنية جسمها الطويل وأرجلها القصيرة نسبيا، أدذانها متوسطة وقريبة من بعضها تميل إلى ان تصبح لون الوجه والرقبة فاتح اللون.

معطفها سميك ملون بالبني الغامق في فصل الشتاء باستثناء أسفل الجسم والقدمين والتي هي أخف في اللون.وفي أواخر الربيع، تبدأ في تغيير إلى معطف الصيفي البني المحمر على الرغم من أن هذا قد يختلف بين الأفراد.الذيل قصير نسبيا والبني ولكن أيل الخنزيري يميل للأبيض لاستعماله في التزواج. وقرونه عادة ماتكون ثلاث شوكات.

## معرض صور

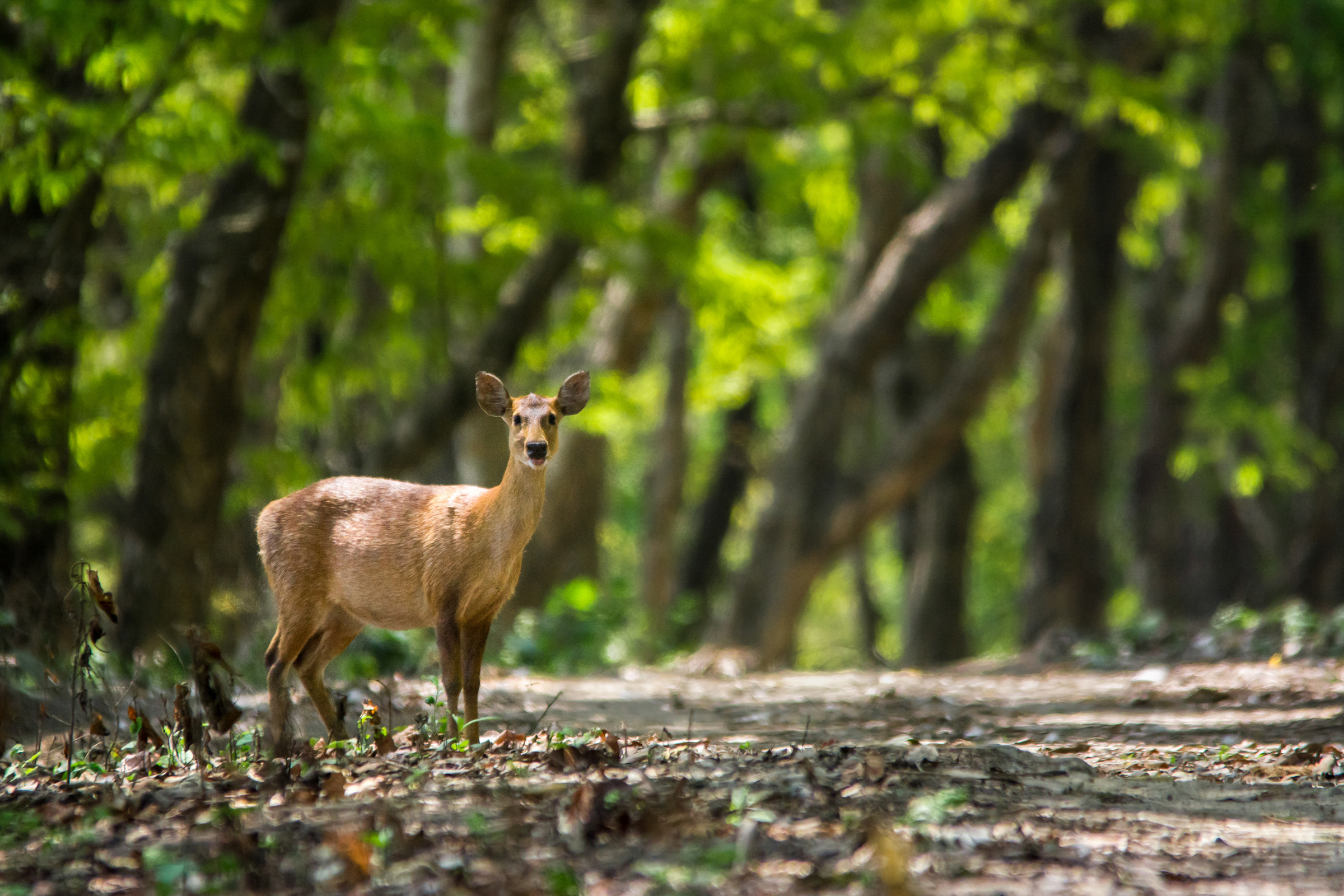
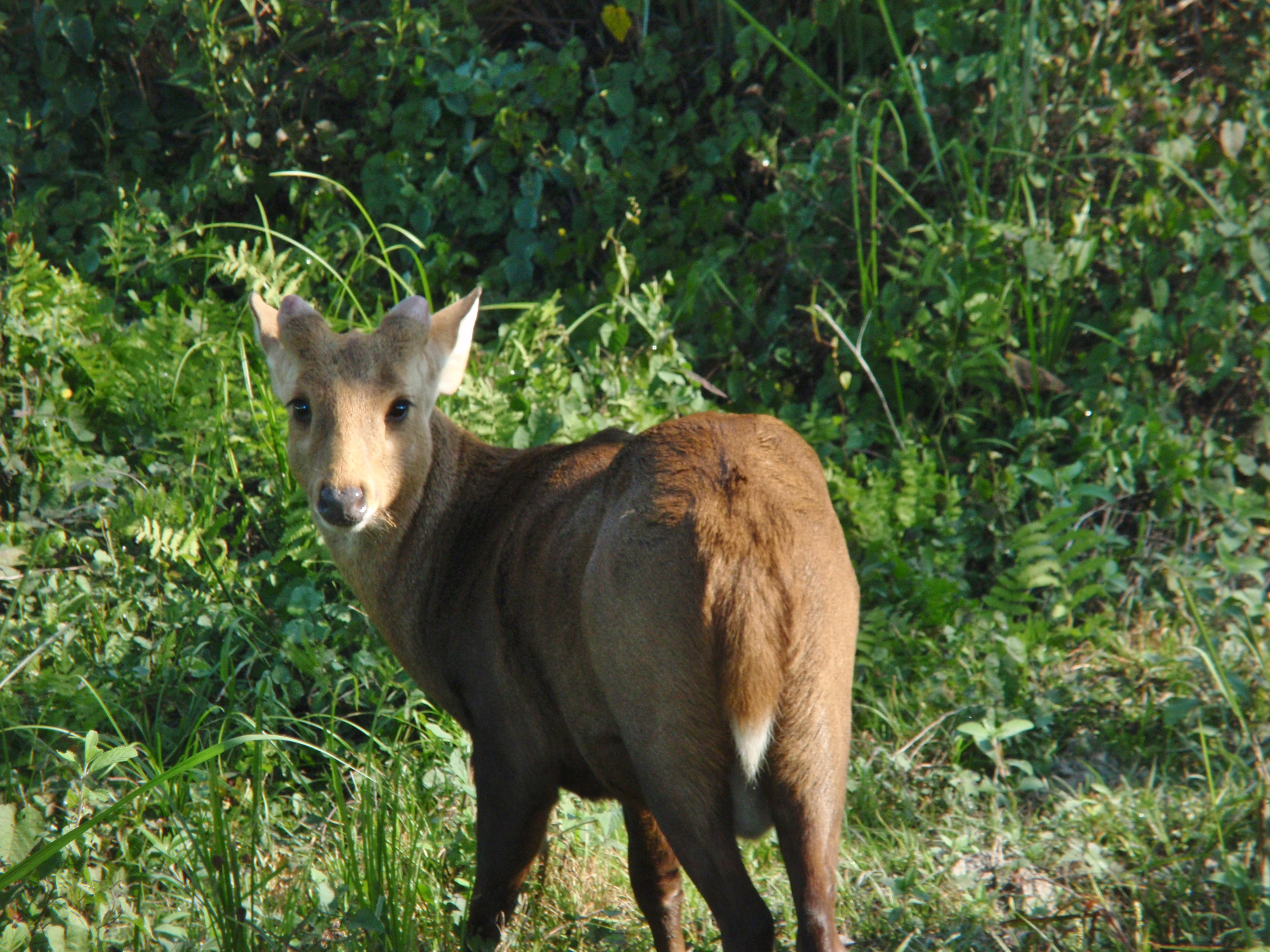
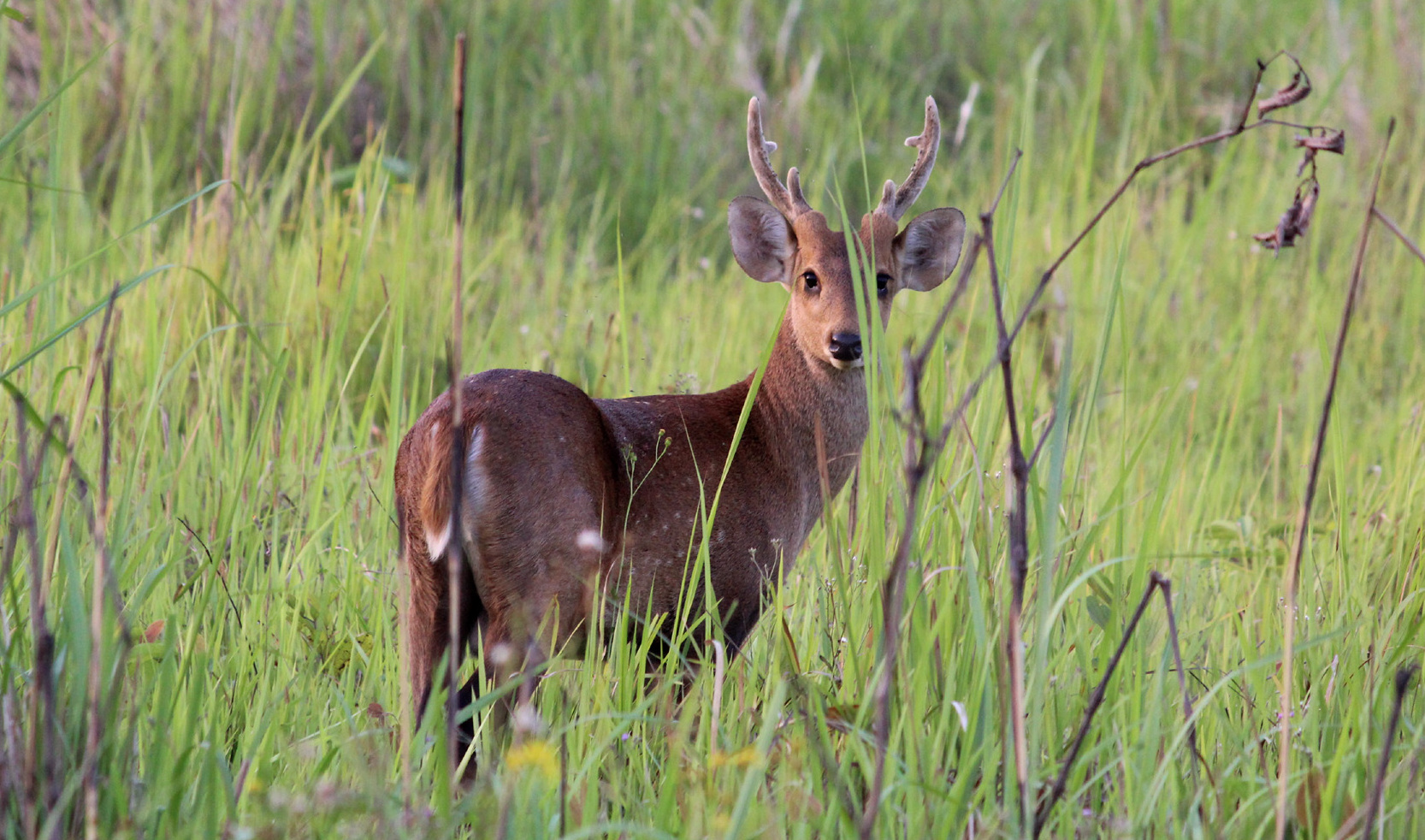
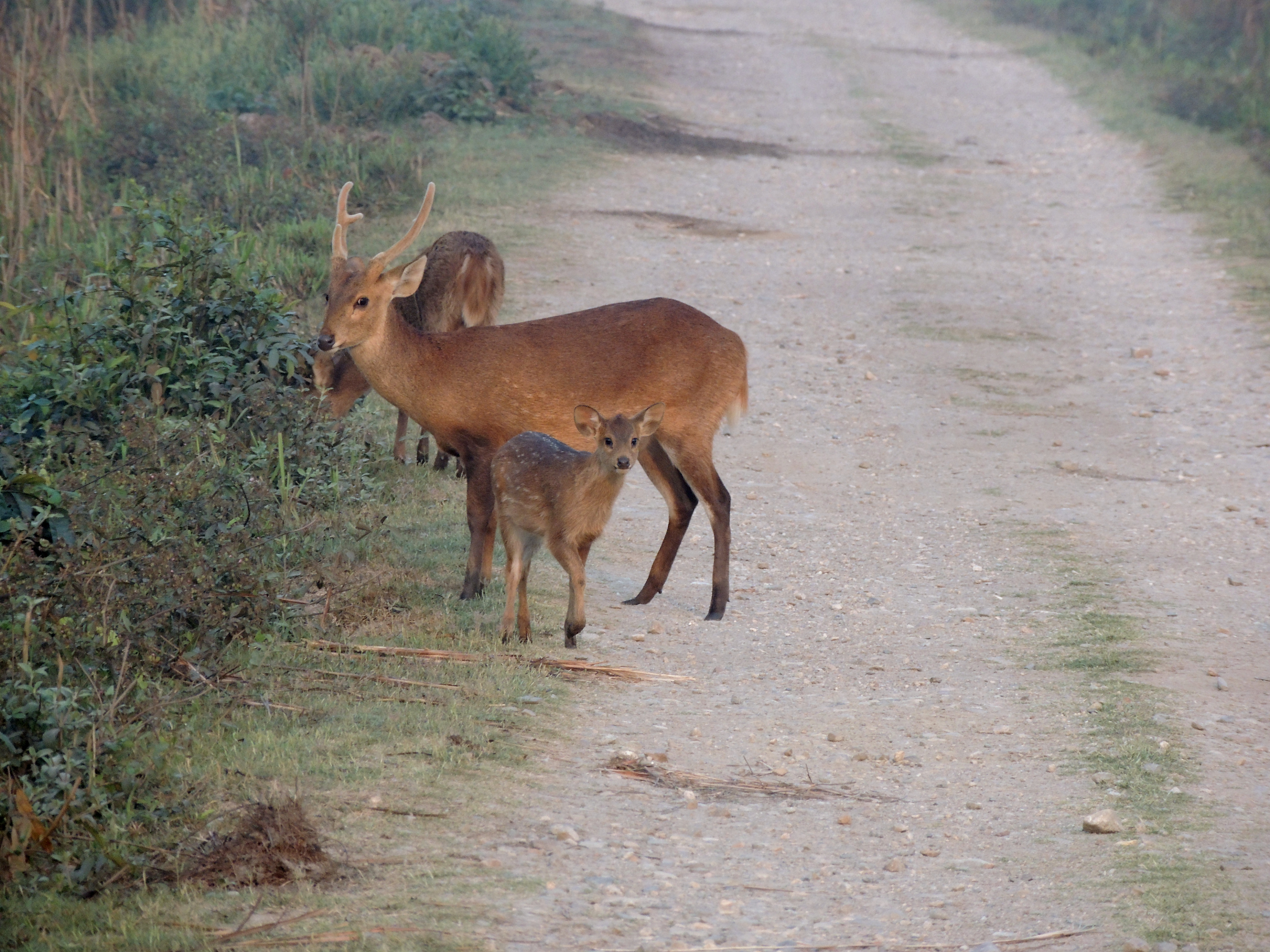